# 德特勒夫·伍尔夫·布朗克
德特勒夫·伍尔夫·布朗克（1897年8月13日—1975年11月17日）是一位美国生物物理学家和教育家，1949至1953年间担任约翰斯·霍普金斯大学校长，1953至1968年间担任洛克菲勒大學校长，1950至1962年间还担任美国国家科学院主席。